# Torill Thorstad Hauger
Torill Thorstad Hauger, född 22 november 1943 i Vika i Oslo, död 4 juli 2014 i Oslo, var en norsk författare och konstnär.
Hauger utbildade sig vid Statens håndverks- og kunstindustriskole och studerade senare etnologi, folkminne och nordisk arkeologi vid Universitetet i Oslo. Under perioden 1970–1975 arbetade Hauger vid Historisk Museum i Oslo. Där arrangerade hon museets utställningar om vikingatiden; dessutom guidade hon besökare.
De flesta av hennes böcker är skrivna för barn och ungdom och har handlingen förlagd till olika historiska perioder, ofta vikingatiden. De fem böckerna Røvet av vikinger, Flukten fra vikingene, Sigurd Drakedreperen, Tord Illugesson och Ravnejenta utspelar sig i samma miljö, men sett från olika vinklar. 
Filmen Sigurd Dragedreper (1989) är baserad på hennes roman.